# Potamocypris variegata
Potamocypris variegata är en kräftdjursart som först beskrevs av Brady och Norman 1889.  Potamocypris variegata ingår i släktet Potamocypris och familjen Cyprididae. Inga underarter finns listade i Catalogue of Life.